# Лужин, Николай Матвеевич
Николай Матвеевич Лужин — советский хозяйственный, государственный и политический деятель.

## Биография
Родился в 1927 году в деревне Загряжская. Член КПСС.
С 1945 года — на хозяйственной, общественной и политической работе. В 1945—2005 гг. — инженерный работник в судостроительной и оборонной промышленности Ленинграда, главный инженер Ленинградского адмиралтейского производственного объединения, первый секретарь Октябрьского райкома КПСС города Ленинграда, заместитель, первый заместитель заведующего Отделом оборонной промышленности ЦК КПСС, председатель региональной общественной организации «Землячество ленинградцев».
Живёт в Москве.
Автор воспоминаний: Лужин, Николай Матвеевич. Из воспоминаний. От КБ завода до отдела ЦК КПСС / Н. М. Лужин. — Санкт-Петербург : Центр технологии судостроения и судоремонта, 2017. — 160 с., [5] л. ил. ; 21 см. — 150 экз. — ISBN 978-5-902241-42-3